# Boloria aquilonaris
Boloria aquilonaris là một loài bướm ngày thuộc họ Nymphalidae. Nó được tìm thấy ở Bắc và Trung châu Âu.
Sải cánh dài 34–40 mm. Chúng bay từ tháng 6 đến tháng 8 tùy theo địa điểm.
Ấu trùng ăn Cranberry và Andromeda polifolia.

## Thư viện ảnh

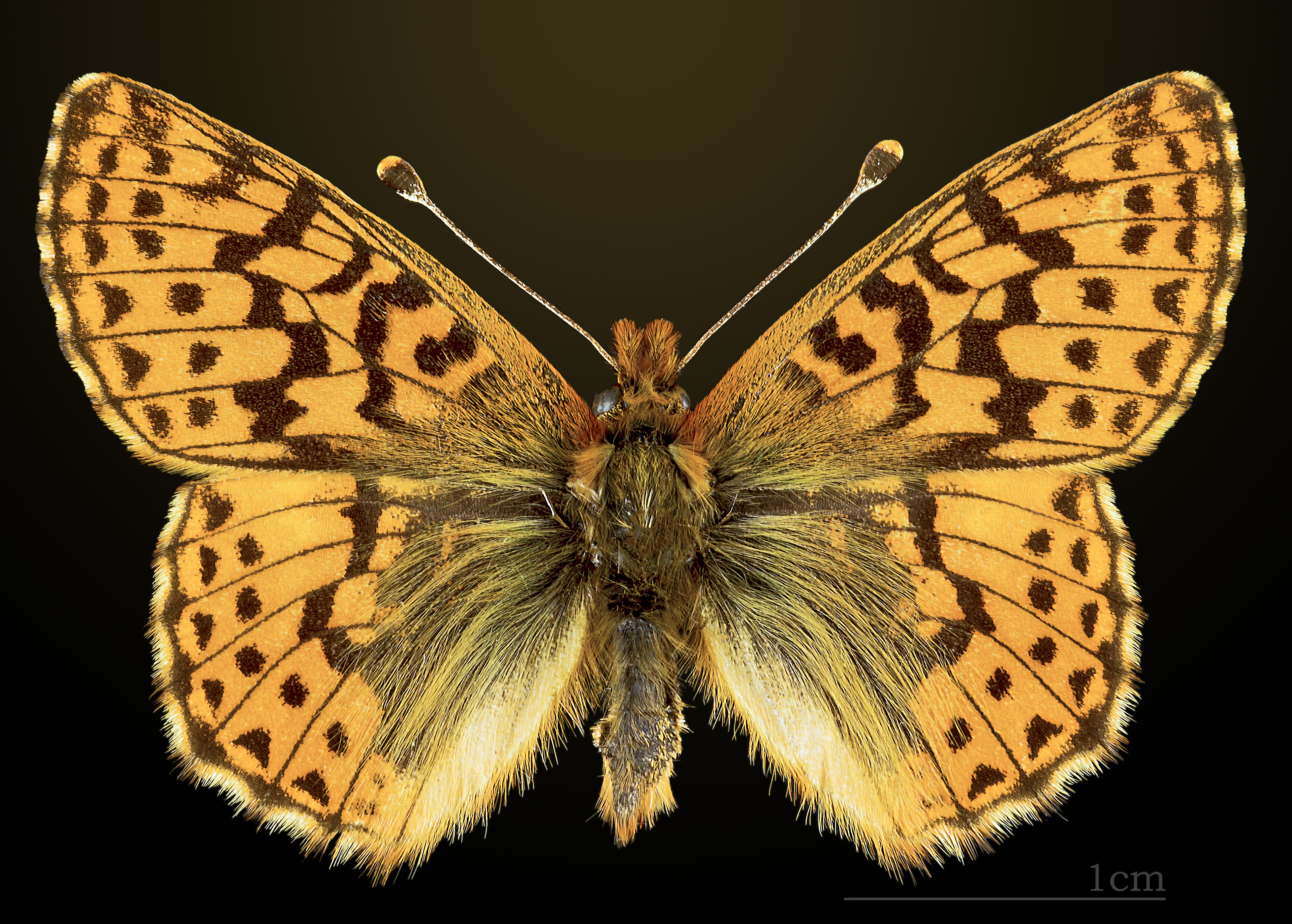
Boloria aquilonaris
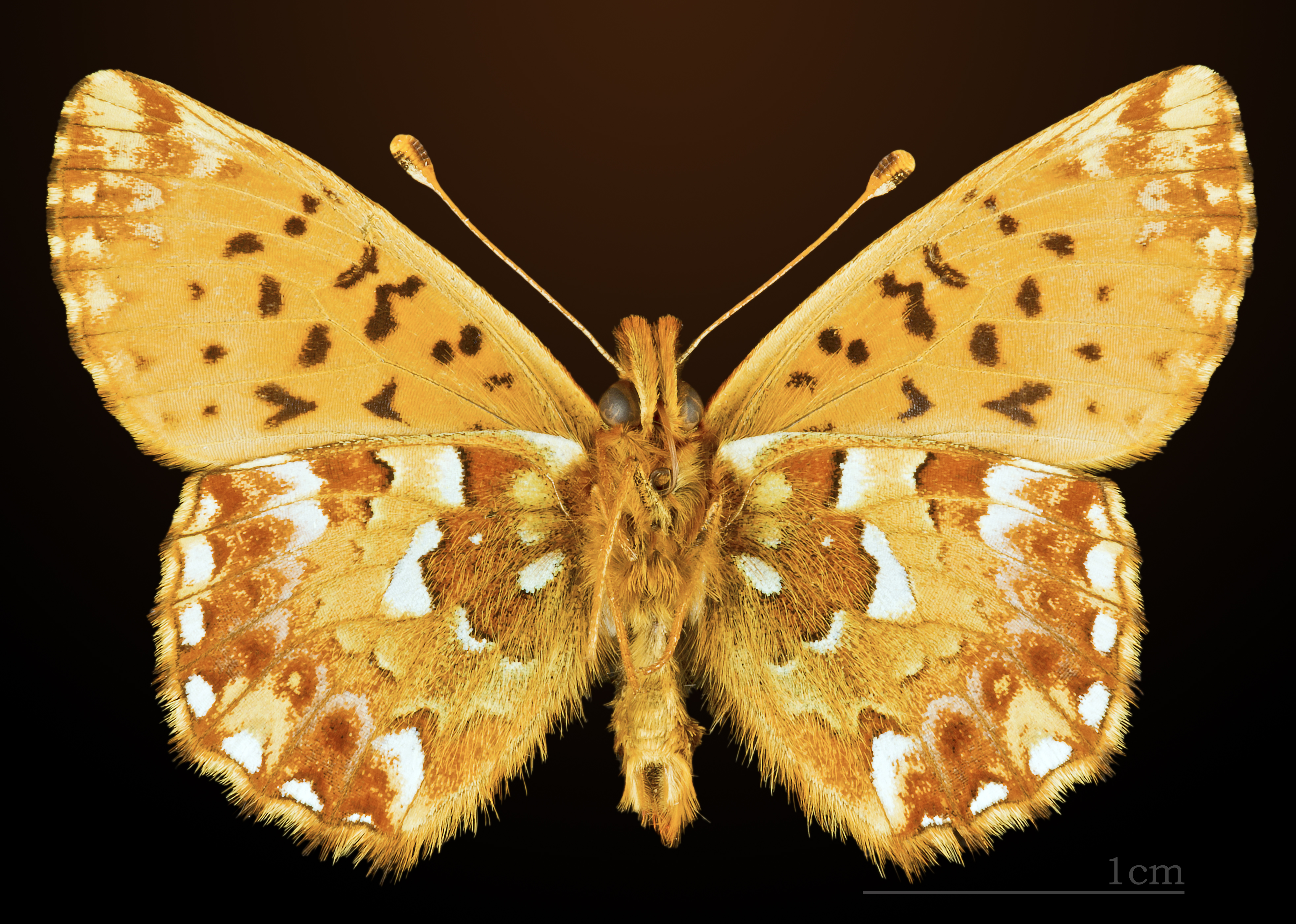
△ Boloria aquilonaris

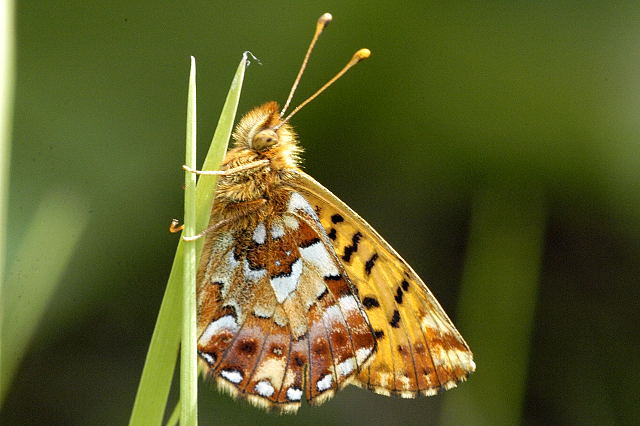
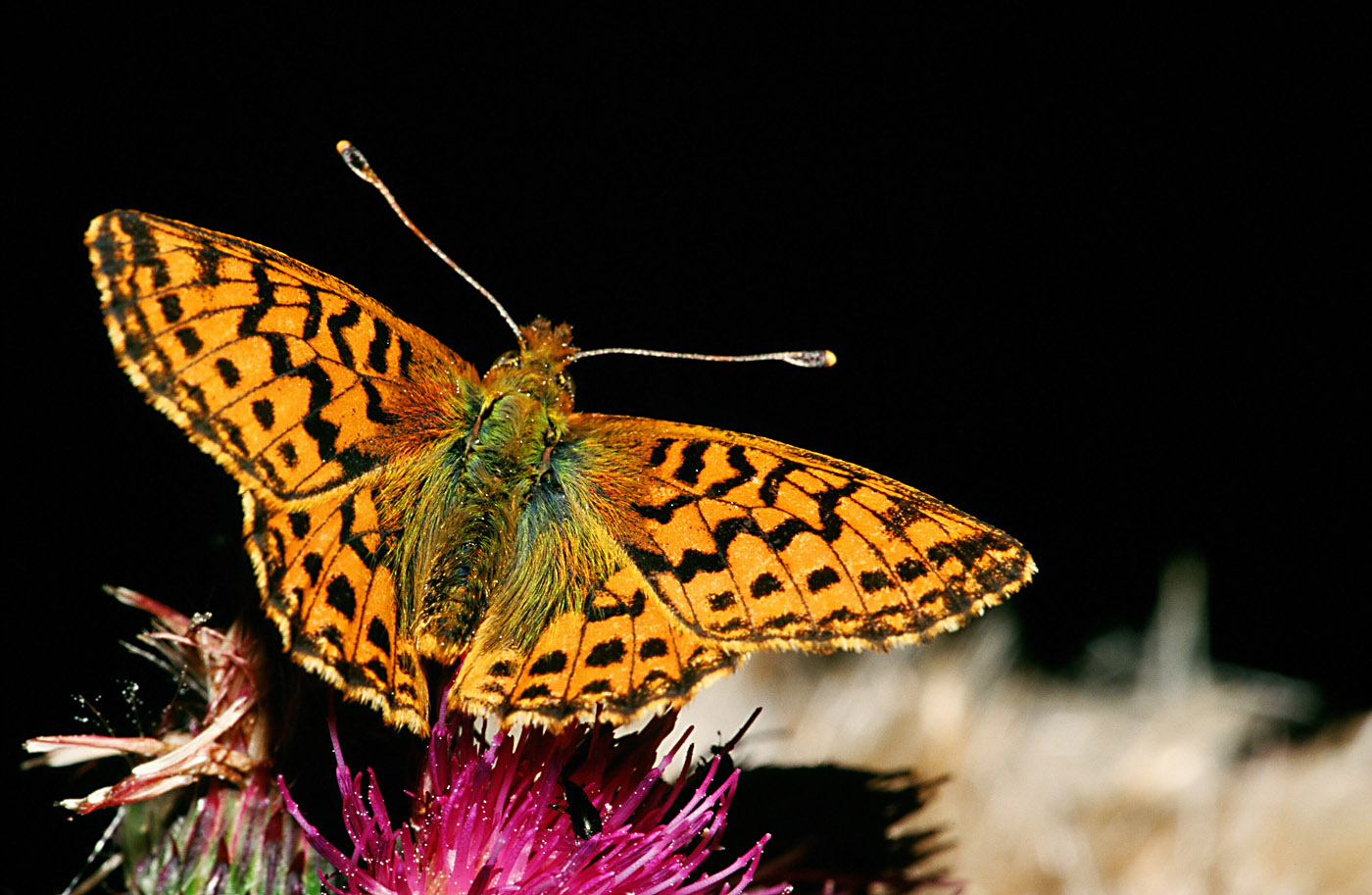
tháng 6 năm 1998 ở Saxony, Đức
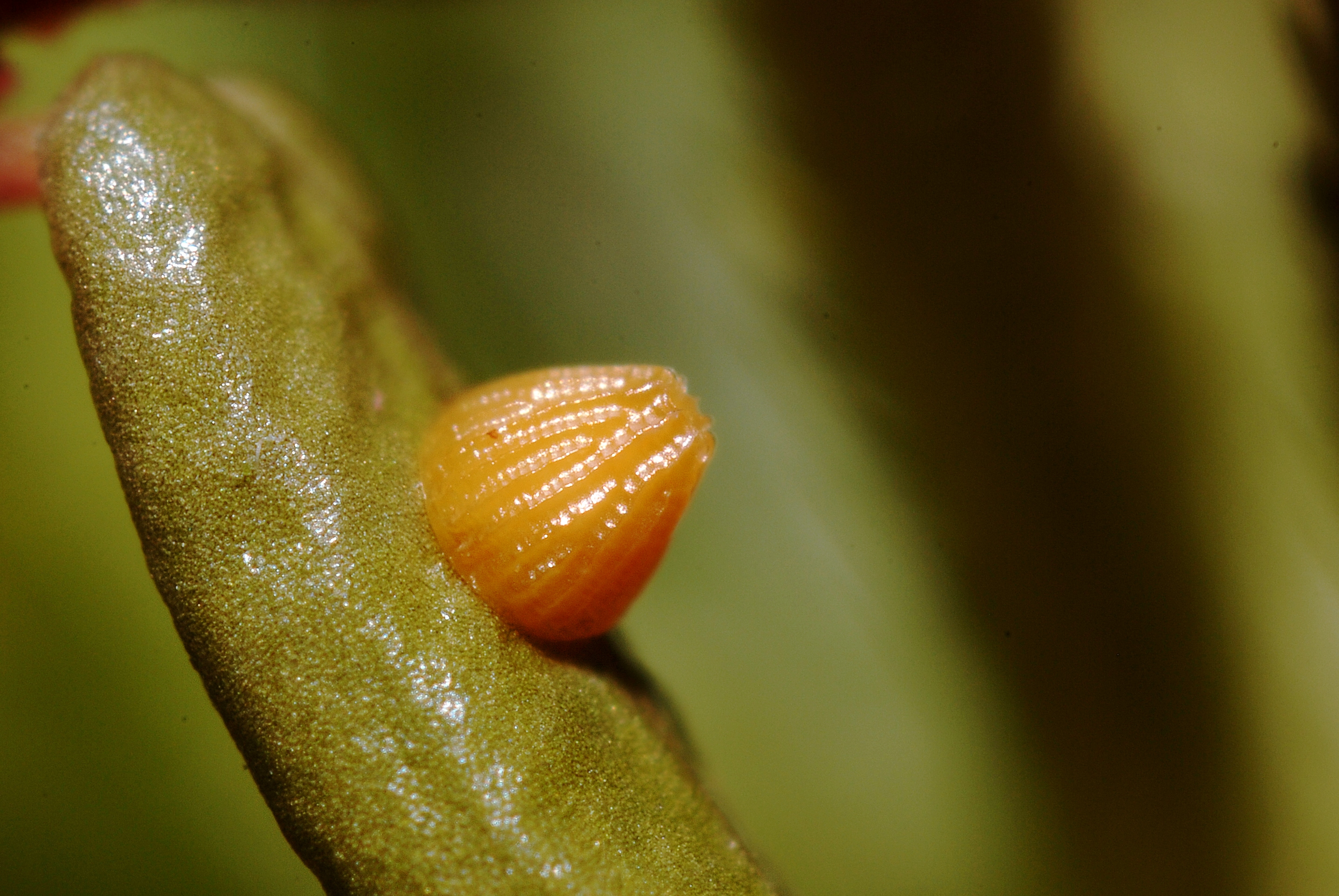
Trứng
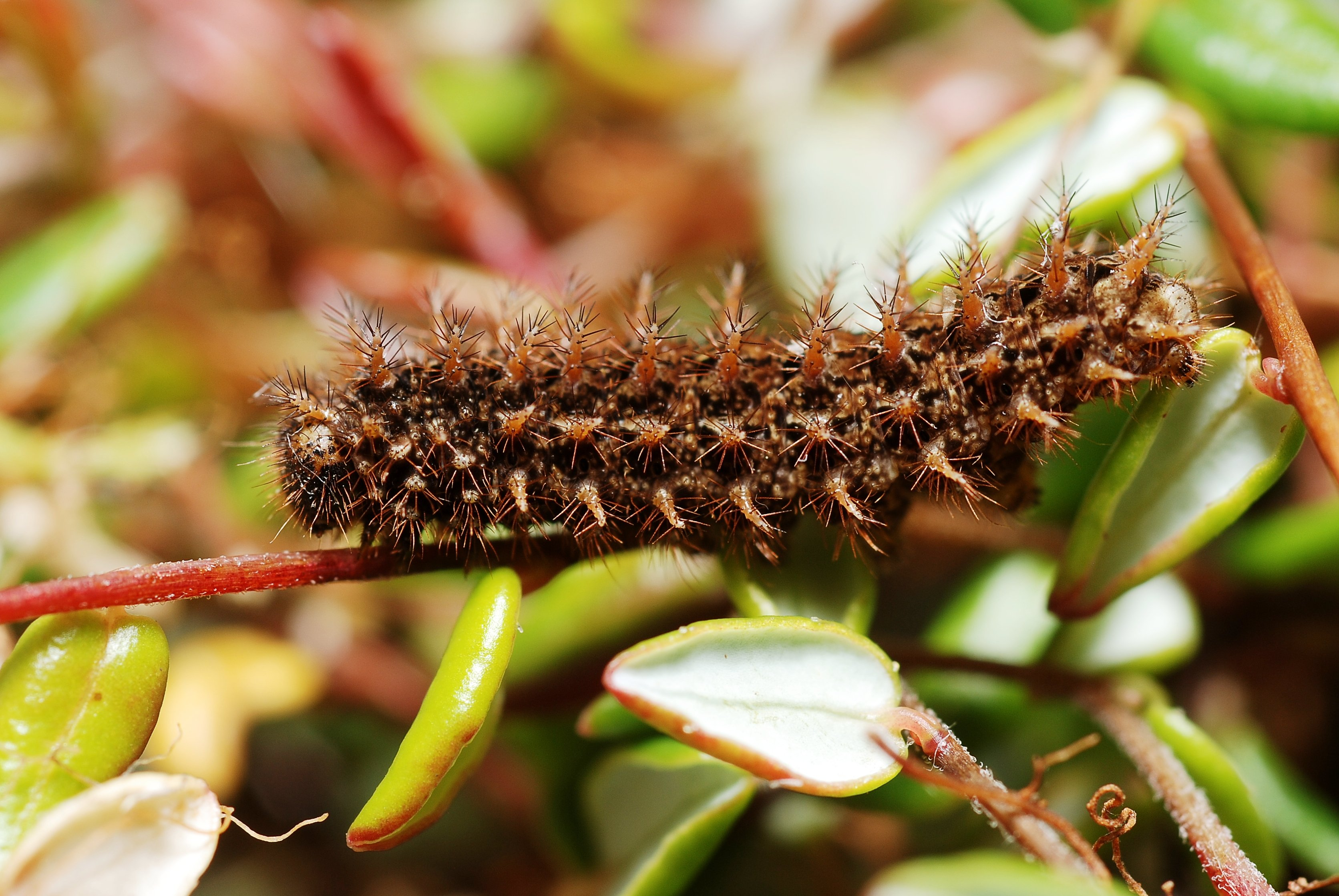
Ấu trùng chụp ở Ardennes, Bỉ
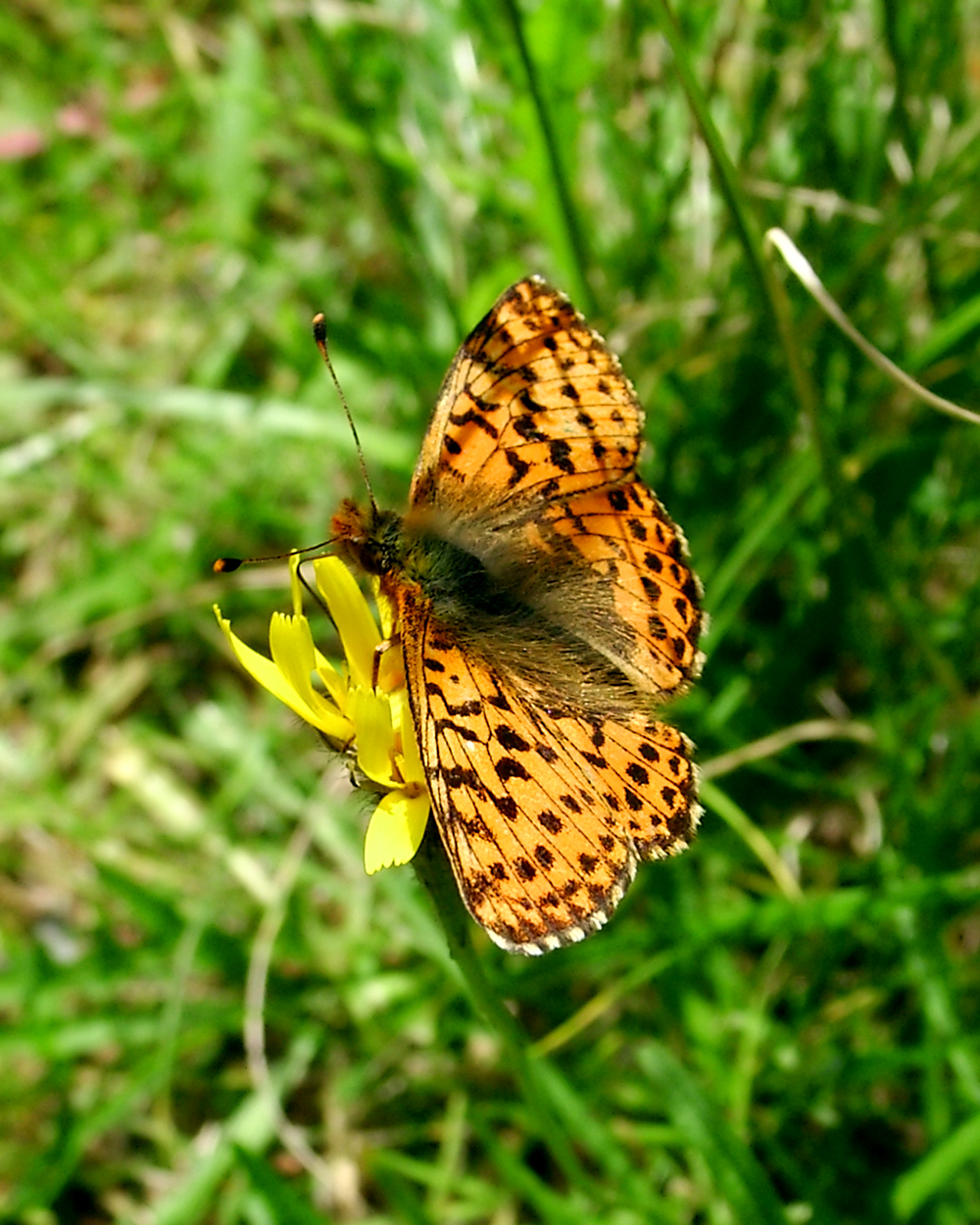
Tháng 7 năm 2007, Lower Saxony, Đức